# Monte Jalatsa
El monte Jalatsa (Khalatsa en la transcripción inglesa; en osetio: Халасхо literalmente del osetio: «Monte Escarcha», en georgiano: ხალაწა, en ruso: Халаца) es el punto más alto en el territorio independiente, de facto, de Osetia del Sur. Es una región en disputa con Georgia. Alcanza una altitud de 3938 m s. n. m. (12 920 pies). Se encuentra en la frontera entre Osetia del Sur y Osetia del Norte-Alania, una república autónoma de la Federación de Rusia.